# John Abercrombie (philosophe)
Pour les articles homonymes, voir John Abercrombie et Abercrombie.
John Abercrombie (né le 10 octobre 1780 à Aberdeen et mort le 14 novembre 1844 à Édimbourg) était un médecin et philosophe écossais.
Il publia en 1828 deux livres : Researches on the Diseases of the Intestinal Canal, Liver and other Viscera of the Abdomen et Pathological and Practical Researches on Diseases of the Brain and Spinal Cord, ce dernier étant considéré comme un des premiers ouvrages de neurologie.
Il fait en 1828 la première description clinique et anatomique de la phlébite cérébrale du post-partum

## Éponymie
- Dégénérescence ou maladie d'Abercrombie[1]